# Rondão Almeida
José António Rondão Almeida ComIH (Elvas, 21 de dezembro de 1942) é um político português, natural da cidade de Elvas. Foi presidente da Câmara Municipal de Elvas pelo Partido Socialista entre 1993 e 2013, tendo regressado ao cargo em 2021, agora como filiado no movimento independente "Movimento Cívico por Elvas". À frente da Câmara Municipal, conta já mais de 20 anos, com um hiato provocado pela limitação de mandatos.   

## Carreira Política
Em outubro de 2009, José António Rondão Almeida foi eleito presidente da Câmara Municipal de Elvas pela quinta vez consecutiva com a maioria absoluta. Em 2013 deixou de ser presidente da Câmara Municipal devido à nova lei de limitações de cargo, continuando de igual forma na lista do PS candidata à Câmara Municipal de Elvas. A mesma lista na qual estava, agora encabeçada pelo seu n.º 2, o Dr. Nuno Mocinha, venceu novamente as eleições com maioria absoluta. Entre 2013 e 2021, José António Rondão Almeida foi Vereador da Câmara Municipal de Elvas.   
Nas comemorações oficiais do Dia de Portugal de 2013, a 10 de Junho, realizadas em Elvas, José António Rondão Almeida foi agraciado pelo Presidente da República com o grau de Comendador da Ordem do Infante D. Henrique.
Ao contrário daquilo que foi amplamente publicitado pelo seu partido - Partido Socialista (Portugal), José António Rondão Almeida recandidatou-se nas eleições de 2013. No entanto, por estar legalmente impedido de encabeçar uma lista, apresentou-se como número três da lista do PS, sendo político e partido coniventes neste "contorno" da recente lei.
Até 2015, foi Presidente da Concelhia de Elvas do PS, no entanto e após algumas discórdias com o atual Presidente da Câmara de Elvas, também do PS, Rondão Almeida abandonou o cargo da concelhia. Em virtude desses desentendimentos, o então Presidente da CME retirou-lhe os pelouros de vereação, em 2014, passando este a ser um vereador sem pelouros tal como acontecia com o vereador da oposição na autarquia. 
Em Setembro de 2016, anunciou oficialmente a sua recandidatura à Câmara Municipal de Elvas nas eleições autárquicas de 2017, desta vez como independente pelo movimento "Elvas é o Nosso Partido", onde ficou em segundo lugar elegendo 3 vereadores.  
Em Setembro de 2021, recandidatou-se novamente à Câmara Municipal de Elvas pelo movimento independente, "Movimento Cívico por Elvas", onde saiu vencedor com 37,87% dos votos sendo eleito Presidente da Câmara Municipal de Elvas, retirando esta câmara ao seu antigo partido PS que governava a câmara de Elvas desde 1993 (28 anos).    
Rondão Almeida vai recandidatar-se, em 2025, à Câmara Municipal de Elvas, pelo movimento independente, "Movimento Cívico por Elvas" que lidera. A garantia foi dada pelo autarca, a 16 de setembro de 2024, no decorrer de uma conferência de imprensa, que convocou para, juntamente com o restante executivo, fazer um balanço dos três anos que já se passaram do atual mandato.